# Juana Granados de Bagnasco
Juana Granados de Bagnasco fue una hispanista activa en Italia.

## Trayectoria
Su primera Grammatica della lingua spagnola: in conformità dei programmi ufficiali del 31 dicembre 1925 la publicó Roma (P. Sandron) en 1926, con el nombre de Juanita M. Granados. Escribió para la RAI o Radiotelevisione Italiana un Corso pratico di lingua spagnola (Torino: E.R.I., 1959, y luego en dos vols 1964 y 1966); también Quiero hablar español: conversaciones y gramática elementales: lecturas y ejercicios correspondientes (Torino: Paravia, 1967); la más duradera de sus numerosas obras didácticas de lengua española ha sido La lingua spagnola (Torino: Paravia, 1960, 2 vols.: I: Fonetica, lessico e grammatica elementare; II: Morfologia, sintassi e fraseología idiomatica con cenni di grammatica storica e di metrica), reeditada hasta los años 90 del siglo XX y ampliamente usada en los cursos universitarios de español en toda Italia; con Antonio Badía Margarit, publicó Appunti di sintassi e stilistica spagnola. Sintassi del verbo e fraseologia; también se ocupó, en perspectiva contraria de la enseñanza del español a los italianos: Para estudiar la lengua italiana (Torino: Paravia, 1939) y El idioma italiano (Torino: Paravia, 1950). 
No descuidó tampoco el estudio de la literatura española, de la que fue docente en la Università Bocconi de Milán, para cuyos cursos también escribió algunos manuales universitarios de historia de España. En el ámbito literario escribió una introducción a una nueva traducción de Don Quijote de la Mancha (Don Chisciotte della Mancia, introduzione di J. G. de B.; traduzione e note di Gianni Buttafava, Ada Jachia Feliciani e Giovanna Maritano, Milano, Bietti, 1967); sobre Cervantes hizo también unos Motivi e ricordi d'Italia nell'opera cervantina (Milano: La goliardica, 1960); se dedicó sobre todo a la narrativa y el ensayo de comienzos del siglo XX en España y publicó Los ensayistas del noventa y ocho (Milano: La goliardica, 1962) y Los ensayistas del noventa y ocho: Miguel de Unamuno (Milano: La goliardica, 1964), así como Lineamenti della letteratura spagnola del Novecento (Milano: La goliardica, 1958) e I narratori dei primi anni del secolo (1959); también se acercó al mito de Don Juan con L'aspetto classico e romantico del Don Juan (1957) y Due aspetti del Don Giovanni spagnolo (Milano: Ed. La goliardica, 1952). Publicó también una edición del auto sacramental de José de Valdivielso El hospital de los locos (Milano: Malfasi, 1950).
Colaboró con Carmen Conde en un poemario, Mientras los hombres mueren (1953), además de publicar una antología de Poesie de la misma autora, por ella traducidas, editadas y anotadas (Milano: Istituto Editoriale Cisalpino, 1953).